# جانکشن سیتی (کنتاکی)
جانکشن سیتی (به انگلیسی: Junction City) شهری در ایالت کنتاکی کشور ایالات متحده آمریکا است که جمعیت آن در سرشماری سال ۲۰۱۰ میلادی، ۲٬۲۴۱ نفر بوده‌است.